# Илија Трифуновић Бирчанин
Илија Трифуновић-Бирчанин (Топола, 20. јул 1877 — Сплит, 3. фебруар 1943) био је српски четник и четнички војвода из времена Борбе за Македонију 1902–1912. у Првом светском рату и у Другом светском рату. У међуратном периоду био је председник удружења старих четника и од 1932. председник Народне одбране.
Био је учесник војног пуча од 27. марта. После Априлског рата 1941. избегао је у село Горње Липово код Колашина. Септембра 1941. је отишао у Сплит где се повезао са италијанским окупатором и с њим склопио споразум о сарадњи. Из Сплита је организовао четничке јединице по Далмацији, Лици и Босанској крајини и ставио их у службу окупатора. У пролеће 1942. Драгољуб Михаиловић је Трифуновићев штаб именовао за штаб западно-босанских, личко-далматинских и херцеговачких војно-четничких одреда. До краја 1942. Трифуновић је остварио легализацију четничких јединица код италијанског окупатора, њихово редовно снабдевање борбеним, материјалним и новчаним средствима. Умро је од срчаног удара 3. фебруара 1943. године у Сплиту.

## Биографија

### Четничке борбе
Следећи пример национално одушевљене омладине у Србији са почетка 20. века Трифуновић се уписује у четнике и одлази у Стару Србију.
Већ 1906. године примљен је као штабни четник у чету војводе Петка Илића, и четовао по Скопској црној гори као комита, а затим са војводом Вуком у Кумановском крају и тамо је остао до Балканских ратова (1912/1913). Од 1911. командовао је својом четом. Учествовао је у борби код Шумате Трнице 1912.
Учествовао је у оба Балканска рата, као и у Првом светском рату под командом Војводе Вука. и ујесен 1916. У жестоким борбама на Сивој Стени тешко је рањен у руку, која је након погоршања морала бити ампутирана. На Сивој Стени је живот изубио Војвода Вук па је одлуком четника Трифуновић добио војводско достојанство.

### Међуратна делатност
У периоду између два рата, војвода Бирчанин је вршио важне улоге у четничкој организацији.
Председник четничког удружења Српска народна одбрана (СНО) постао је 1932. Био је изабран за великога челника Орјуне.
Учествовао је у организовању и извођењу пуча од 27. марта 1941.

### Други светски рат
После Априлског рата избегао је у село Липово код Колашина.
У септембру или октобру 1941. је дошао у Сплит. Тада око њега почињу да се скупљају истакнути националисти из Сплита и околних градова. Четнички покрет је овде тада већ био отвореном у сукобу са партизанима, и то је подстакло четничке команданте да склопе низ локалних споразума о сарадњи са италијанским окупационим снагама, на основу јаких узајамних жеља да се партизански устанак угуши. Један од таквих италијанско-четничких споразума је закључен на састанку у Сплиту између Трифуновић-Бирчанина, Доброслава Јевђевића и Анђела де Матеиса, обавештајног официра италијанског 6. армијског корпуса. Прихватио је четнички покрет Драгољуба Михаиловића. Драгољуб Михаиловић је био свестан колаборационистичких аранжмана који су склопили Јевђевић и Трифуновић-Бирчанин и толерисао их је. Поред Јевђевића, са којим је блиско сарађивао са италијанским снагама, потчињени команданти Трифуновић-Бирчанина били су Момчило Ђујић (северна Далмација), Илија Михић и Славко Бјелајац (Лика) и Петар Баћовић (Херцеговина и југоисточна Босна).
У марту 1942. добија писмено овлашћење од Драже Михаиловића да може да води војне и политичке акције у Далмацији и Херцеговини и притом је Илију Бирчанина поставио за команданта области Далмације, Лике, Кордуна и Приморја.
Војвода Бирчанин је преко својих пријатеља и чланова Народне Одбране организовао центре отпора у Словенији. Први пут се састао са Дражом Михаиловићем у мају 1942. у селу Пустопољу код Гацка у Херцеговини.
У Пустопољу су донети важни закључци за будућу акцију и одређена су права и дужности свих команданата. Том приликом најважнији предмет разговора је био план како да се четничке снаге домогну јадранских обала и прилаза мору, да би се у датом тренутку створили мостобрани за искрцавање савезничких трупа. Извођење овог плана било је поверено војводи Бирчанину. О томе је извештена и влада и савезници.
Након тога, једна подморница на Корчули донела је за војводу Бирчанина радио-станицу, технички материјал и новчана средства. Војвода Бирчанин је извођење ове мисије поверио војводи Момчилу Ђујићу. Тада је унапредио генерала Михаиловића у чин четничког надвојводе.
Италијани су 23. јуна уз помоћ Илије Трифуновића-Бирчанина, основали прве јединице Добровољачке антикомунистичке милиције, посвећених уништењу комунизма и под контролом Италијана. Михаиловић је том приликом предао листу од 25 официра ЈВуО које је стари Бирчанин прогласио четничким војводама. Од септембра 1942. четници су покушавали да убеде Италијане да изврше велику антипартизанску операцију у својој окупационој зони. Трифуновић Бирчанин се срео са италијанским генералом Мариом Роатом 10. и 21. септембра. Трифуновић га је подстицао да преузме акцију против партизана у области Прозора и Ливна и понудио помоћ 7.500 четника под условом да Италијани обезбеде оружје и друге потребе. На састанку 10. септембра Трифуновић-Бирчанин је изјавио Роати да није под командом Драгољуба Михаиловића, али да се са њим састао 21. јула у Автовцу и да има његово одобрење за сарадњу са Италијанима. Крајем септембра или почетком октобра, одговарајући на поруку од Трифуновић-Бирчанина датирану на 20. септембар, Михаиловић га је похвалио за држање и високо схватање националне линије на тим разговорима.
После контаката са Трифуновићем-Бирчанином и Добросавом Јевђевићем, Роата је са четницима 29. септембра потписао споразум којим су регулисане легализација четничких одреда под италијанском војном управом у Босни и Херцеговини, издавање четницима плата, хране, униформи, оружја, муниције и осталог ратног материјала за борбу против партизана. На основу овог споразума италијанска окупациона команда упутила је четнике у борбу против партизана код Прозора, у октобру 1942, као и на друга бојишта. Након његове смрти то право да именује четничке војводе припало је једино Дражи Михаиловићу, као министру војном. Тиме је покушано да се не угаси традиција војводства у Србији.
На почетку свог деловања у Далмацији, војвода Бирчанин је формирао прве групе младих Хрвата који су били југословенски оријентисани, а највећим делом су у те групе улазили студенти и радници. Њима је прикључио младе борце из Шибеника и осталих оближњих места на мору.
На тај начин је формирали су одред који се звао „Одред Војводе Бирчанина“, и Сплитско-Шибеничка бригада.
Тешко се разболео у Сплиту. Пред крај живота је унапредио још неке официре ЈВуО у чин четничког војводе.
Умро је у Сплиту 3. фебруара 1943. Сахрањен је у Сплиту али су локални комунисти касније извадили посмртне остатке и бацили у море.
Постхумно је одликован од генерала Михаиловића и Лондонске владе Карађорђевом звездом са мачевима III реда.